# Return to Paradise (Sam Sparro)
Return to Paradise è il secondo album registrato in studio dal cantautore e produttore australiano Sam Sparro. È stato pubblicato il primo giugno 2012.

## Singoli
Happiness è stato distribuito il 17 febbraio 2012. La canzone è arrivata al numero 1 in Belgio.
I Wish I Never Met You è il secondo singolo dell'album ed è stato pubblicato il primo giugno 2012.

## Lista delle tracce
| Numero | Titolo                              | Lunghezza |
| ------ | ----------------------------------- | --------- |
| 1.     | "Paradise People"                   | 4:00      |
| 2.     | "Happiness"                         | 3:05      |
| 3.     | "Let the Love In"                   | 3:45      |
| 4.     | "Yellow Orange Rays"                | 3:24      |
| 5.     | "Hearts Like Us"                    | 4:09      |
| 6.     | "I Wish I Never Met You"            | 4:17      |
| 7.     | "Shades of Grey"                    | 4:09      |
| 8.     | "We Could Fly"                      | 6:20      |
| 9.     | "Closer"                            | 4:11      |
| 10.    | "The Shallow End"                   | 5:18      |
| 11.    | "Return to Paradise"                | 4:25      |
| 12.    | "Quarter Life Crisis" (Bonus Track) | 2:50      |

## Chart performance
| Chart (2012)            | Posizione top raggiunta |
| ----------------------- | ----------------------- |
| Album chart australiana | 41                      |
| Album chart olandese    | 80                      |

## Storia della pubblicazione
| Regione     | Data           | Etichetta      | Formato               |
| ----------- | -------------- | -------------- | --------------------- |
| Australia   | 1º giugno 2012 | Island Records | CD, download digitale |
| Regno Unito | 18 giugno 2012 | Island Records | CD, download digitale |